# Adam Wichniak
Adam Janusz Wichniak – polski psychiatra, dr hab. nauk medycznych, profesor i zastępca dyrektora Instytutu Psychiatrii i Neurologii.

## Życiorys
W 1992 roku ukończył XLIX Liceum ogólnokształcące w Warszawie im. Johanna Wolfganga Goethego, uzyskując świadectwo maturalne z wyróżnieniem. W latach 1992–1998 studiował na wydziale lekarskim Akademii Medycznej w Warszawie, uzyskując dyplom z wyróżnieniem. 
W 2001 roku uzyskał doktorat na Uniwersytecie w Ratyzbonie. Tytuł jego rozprawy doktorskiej brzmiał Einfluss der Polysomnographie auf den Multiplen Schlaflatenz Test und andere Methoden zur Bestimmung der Schläfrigkeit (Wpływ polisomnografii na wielokrotny test latencji snu i inne metody oznaczania senności), a promotor jego pracy był profesor Helmfried E. Klein. 10 maja 2012 habilitował się na podstawie pracy zatytułowanej Cykl dwunastu publikacji poświęconych badaniom nad snem i sennością w ciągu dnia. 6 lutego 2020 nadano mu tytuł profesora w zakresie nauk medycznych i nauk o zdrowiu. Został zatrudniony na stanowisku profesora i zastępcy dyrektora w Instytucie Psychiatrii i Neurologii.